# Pang Wei
Pang Wei (en chino: 庞伟; Baoding, 19 de julio de 1986) es un deportista chino que compite en tiro, en la modalidad de pistola.
Participó en cuatro Juegos Olímpicos de Verano, entre los años 2008 y 2020, obteniendo en total cuatro medallas, oro en Pekín 2008, en pistola 10 m, bronce en Río de Janeiro 2016, en pistola 10 m, y dos en Tokio 2020, oro en pistola 10 m mixto (junto con Jiang Ranxin) y bronce en  pistola 10 m.
Ganó una medalla de bronce en el Campeonato Mundial de Tiro de 2014, en la prueba de pistola 50 m.

## Palmarés internacional
| Juegos Olímpicos   | Juegos Olímpicos             | Juegos Olímpicos  | Juegos Olímpicos   |
| Año                | Lugar                        | Medalla           | Prueba             |
| ------------------ | ---------------------------- | ----------------- | ------------------ |
| 2008               | Pekín (China)                | Medalla de oro    | Pistola 10 m       |
| 2016               | Río de Janeiro 2016 (Brasil) | Medalla de bronce | Pistola 10 m       |
| 2020               | Tokio (Japón)                | Medalla de oro    | Pistola 10 m mixto |
| 2020               | Tokio (Japón)                | Medalla de bronce | Pistola 10 m       |
| Campeonato Mundial |                              |                   |                    |
| Año                | Lugar                        | Medalla           | Prueba             |
| 2014               | Granada (España)             | Medalla de bronce | Pistola 50 m       |